# Mauzac-et-Grand-Castang
Mauzac-et-Grand-Castang é uma comuna francesa na região administrativa da Nova Aquitânia, no departamento Dordonha. Estende-se por uma área de 15,97 km². Em 2010 a comuna tinha 874 habitantes (densidade: 54,7 hab./km²).